# Jilok
Jilok (del ruso: Хилок) es una ciudad del krai de Zabaikalie, en Rusia, centro administrativo del raión homónimo. Está situada a orillas del río Jilok, a 261 km de la frontera con la República Popular de China y a 260 km de Chitá, la capital del krai.  Contaba con 10.292 habitantes en 2009.

## Historia
Desde mediados del siglo XVII, las primeras expediciones cosacas exploraron la región, aunque jamás se establecieron de forma permanente. La región contaba con una importante población de buriatos y de evenkis. Pedro I el Grande acordó una gran autonomía con los príncipes locales. Así pues, la región no sería colonizada directamente por los rusos hasta finales del siglo XIX en ocasión de la construcción del ferrocarril Transiberiano. Jilok, desde 1895 fue una estación ferroviaria en este ferrocarril, en el kilómetro 5.934 desde Moscú.
Recibió el estatus de ciudad en 1954.

## Demografía
| 1939   | 1959   | 1979   | 1989   | 2002   | 2008   |
| ------ | ------ | ------ | ------ | ------ | ------ |
| 14 800 | 15 600 | 14 200 | 13 900 | 11 152 | 10 449 |

## Cultura y lugares de interés
En el cercano pueblo de Gyrshelun, 15 km al este, se encuentra un yacimiento paleolítico.

## Economía y transporte
Como centro de un área agrícola, en Jilok hay empresas dedicadas a la industria alimentaria, además de talleres dedicados al ferrocarril y empresas madereras.
Como ya se ha dicho, la localidad está conectada al ferrocarril Transiberiano, y por ella pasa la carretera M55 Irkutsk-Chitá.